# Петрикор

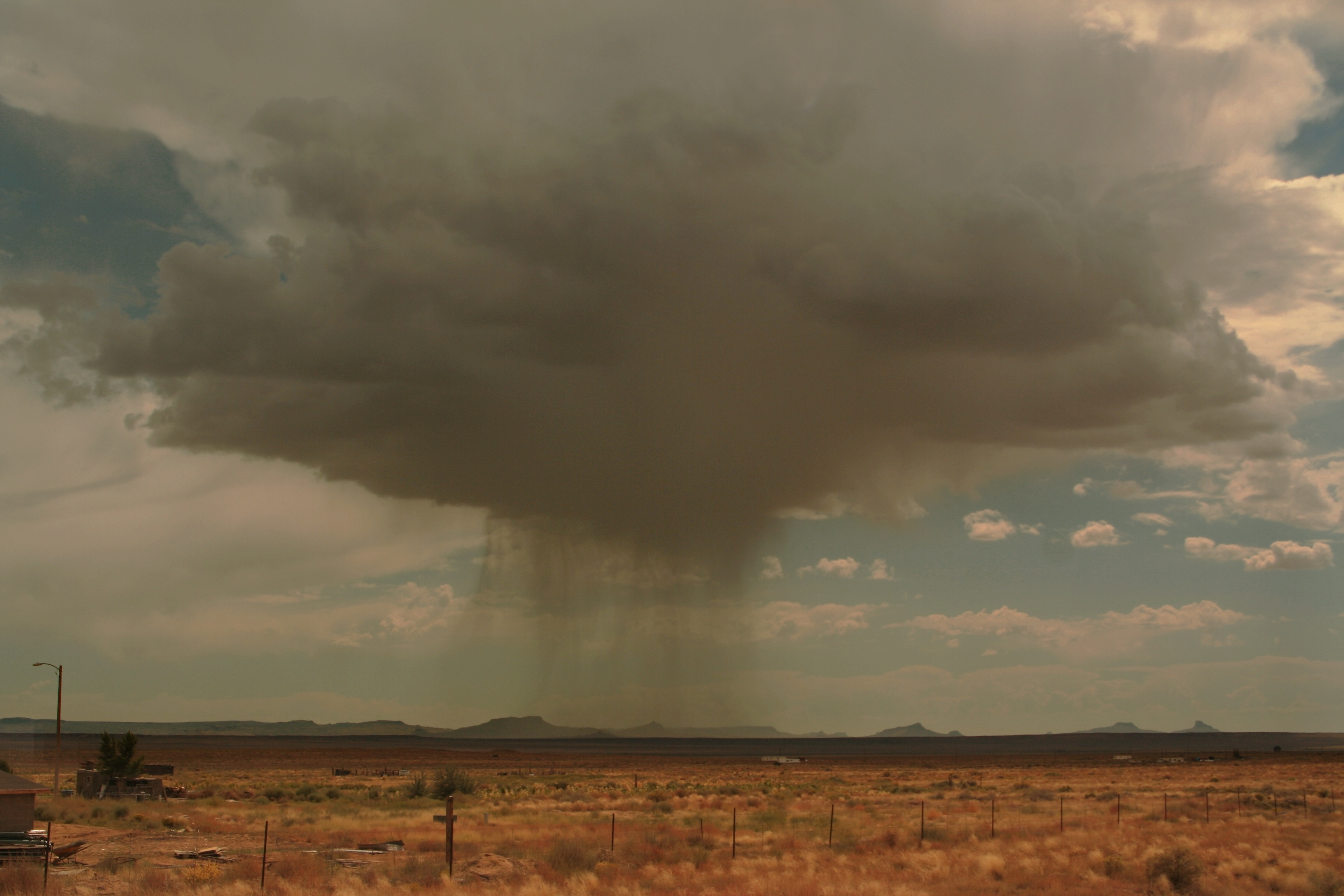
Ливень

Петрикор (или петрихор) — землистый запах, который ощущается сразу после начала дождя. Слово происходит от греческих слов петра, что означает «камень», и ихор — жидкость, текущая в жилах богов греческой мифологии.
Термин был придуман в 1964 году австралийскими исследователями Изабеллой Джой Беар и Родериком Г. Томасом для статьи в журнале Nature.
В статье показывается, что некоторые растения в засушливые периоды выделяют масла, которые поглощаются глинистыми почвами и горными породами. Во время дождя эти масла высвобождаются в воздух вместе с химическим соединением геосмином, метаболическим побочным продуктом актинобактерий, что и производит характерный аромат.
В следующих статьях Беар и Томас (1965) показали, что обнаруженные масла задерживают прорастание и ранний рост растений. Это указывает на то, что растения выделяют их с целью защиты семян от прорастания в неподходящих условиях.
В 2015 году учёные Массачусетского технологического института использовали высокоскоростные камеры, чтобы записать, как аромат переходит в воздух. Было проведено около 600 экспериментов на 28 различных поверхностях, в том числе инженерных материалах и образцах почвы. Когда капля попадает на пористую поверхность, воздух из её пор формирует пузырьки, которые, в свою очередь, производят аэрозоль. Такие аэрозоли переносят аромат, а также бактерии и вирусы из грунта. Капли дождя, которые движутся с меньшей скоростью, как правило, производят больше аэрозолей — это служит объяснением того, почему петрикор чаще появляется после лёгкого дождя.
Некоторые учёные считают, что человек унаследовал любовь к запаху дождя от предков, для которых дождливая погода была важна для выживания.